# Daly River Road
Die Daly River Road ist eine Fernstraße im Norden des australischen Northern Territory. Sie verbindet die Dorat Road südlich von Adelaide River mit den Siedlungen des Aboriginesreservats Daly River / Port Keats am Joseph-Bonaparte-Golf und endet in Wadeye.

## Verlauf
Die asphaltierte, zweispurige Straße zweigt 33 km südlich von Adelaide River von der Dorat Road (S23) nach Westen ab und führt an der Südgrenze des Litchfield-Nationalparks entlang. Nach 78 km ist die Ortschaft Daly River am Oberlauf des gleichnamigen Flusses erreicht.
Von dort führt eine unbefestigte Piste in Richtung Südwesten nach Nganmarriyanga (Palumpa) und Wadeye im von Aborigines verwalteten Gebiet. Für deren Benutzung ist eine behördliche Genehmigung („Permit“) erforderlich.
Der höchste Punkt im Verlauf der Straße liegt auf 194 m, der niedrigste auf 13 m.